# 查亚鹏·普帕特
查亚鹏·普帕特（羅馬化：Chaiyapol Poupart，1990年2月27日—），本名为查亚鹏·朱利安·普帕特（羅馬化：Chaiyapol Julien Poupart），昵称New，泰國男演員、歌手、主持人。前泰国One台（2008年-2016年）、泰国第3电视台（2017年-2020年）的旗下艺人，2020年至今为自由艺人。代表作有《玻钻之争》、《爱在旅途》、《星星的房子》、《爱越边界》、《拼爱100K》、《旧伤》、《这该死的爱》、《曼谷匿爱》等。